# Florin Răducu
Florin Răducu (Alexandria, Románia, 1970. augusztus 5. –) román labdarúgó, egykoron a Békéscsabai Előre FC játékosa.

## Pályafutása
Romániában kezdett futballozni, majd Magyarországra került alsóbb osztályú csapatokba. Játszott többek között az NB.II.-es Kazincbarcikai Vegyészben. Az igazi áttörést az 1996–1997-es szezon jelentette számára, amikor az NB I-be szerződött a Békéscsaba együttesébe. Első élvonalbeli mérkőzése 1996. augusztus 10-én volt Stadler FC – Békéscsabai Előre FC 1–2. Inkább védekező középpályás volt, de sokat játszott középhátvédet.
NB I
- játszott mérkőzések: 25
- rúgott gólok: 0

NB II
- játszott mérkőzések: ?
- rúgott gólok: ?

## Legjobb eredményei
Magyar Kupa
- 1994/1995 nyolcaddöntő (FK Hajdúnánás)

NB I
- 1996/1997 14. helyezés (Békéscsabai Előre FC)

NB II
- 1995/1996 5. helyezés (Kecskeméti TE)